# Calophyllum membranaceum
Calophyllum membranaceum là một loài thực vật có hoa trong họ Calophyllaceae. Loài này được Gardner & Champ. mô tả khoa học đầu tiên năm 1849.